# Castianeira rugosa
Castianeira rugosa is een spinnensoort uit de familie van de loopspinnen (Corinnidae).
De wetenschappelijke naam van de soort werd in 1958 gepubliceerd door Jacques Denis.